# Museum of Contemporary Art, Los Angeles

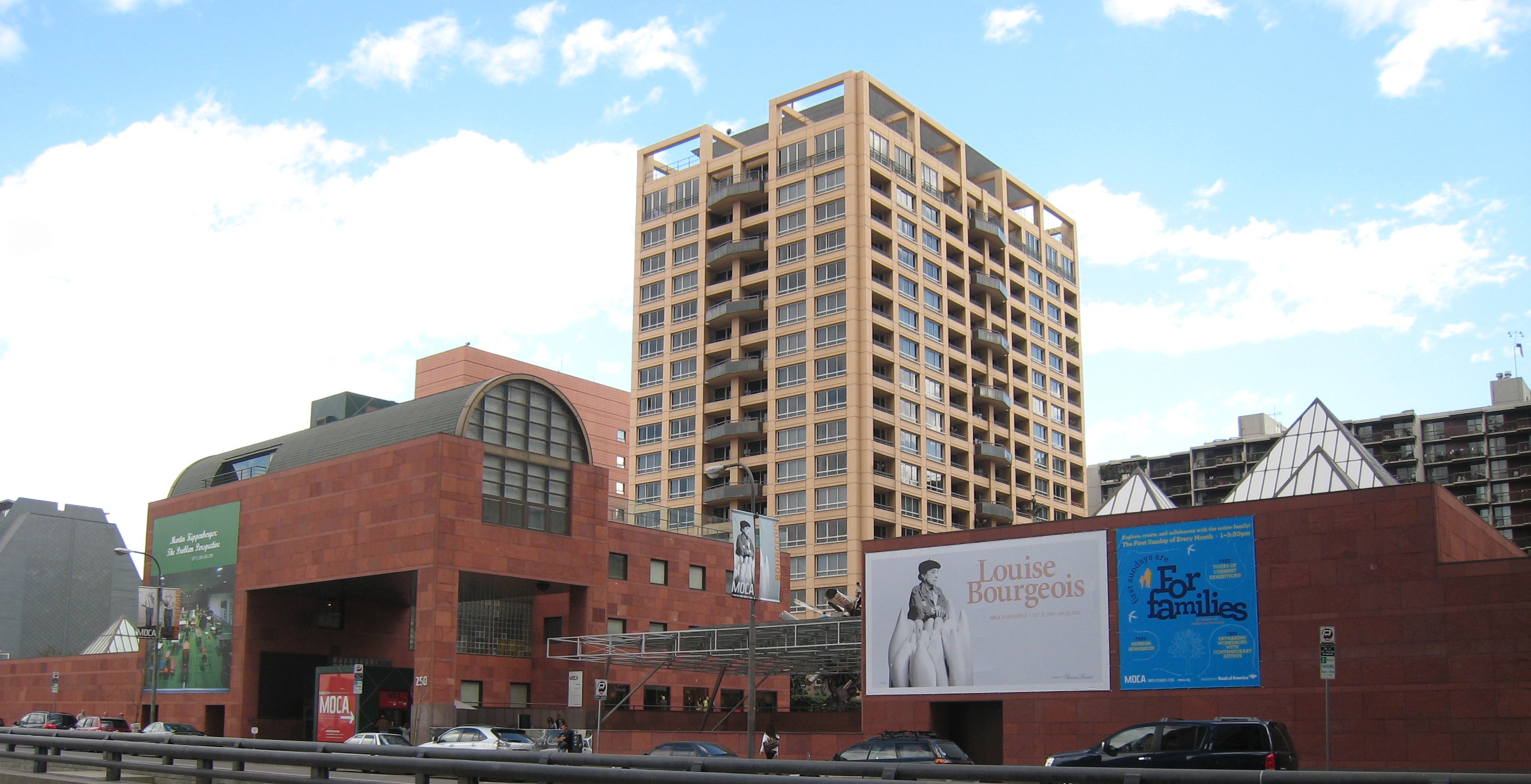
MOCA Grand Avenue (2008)

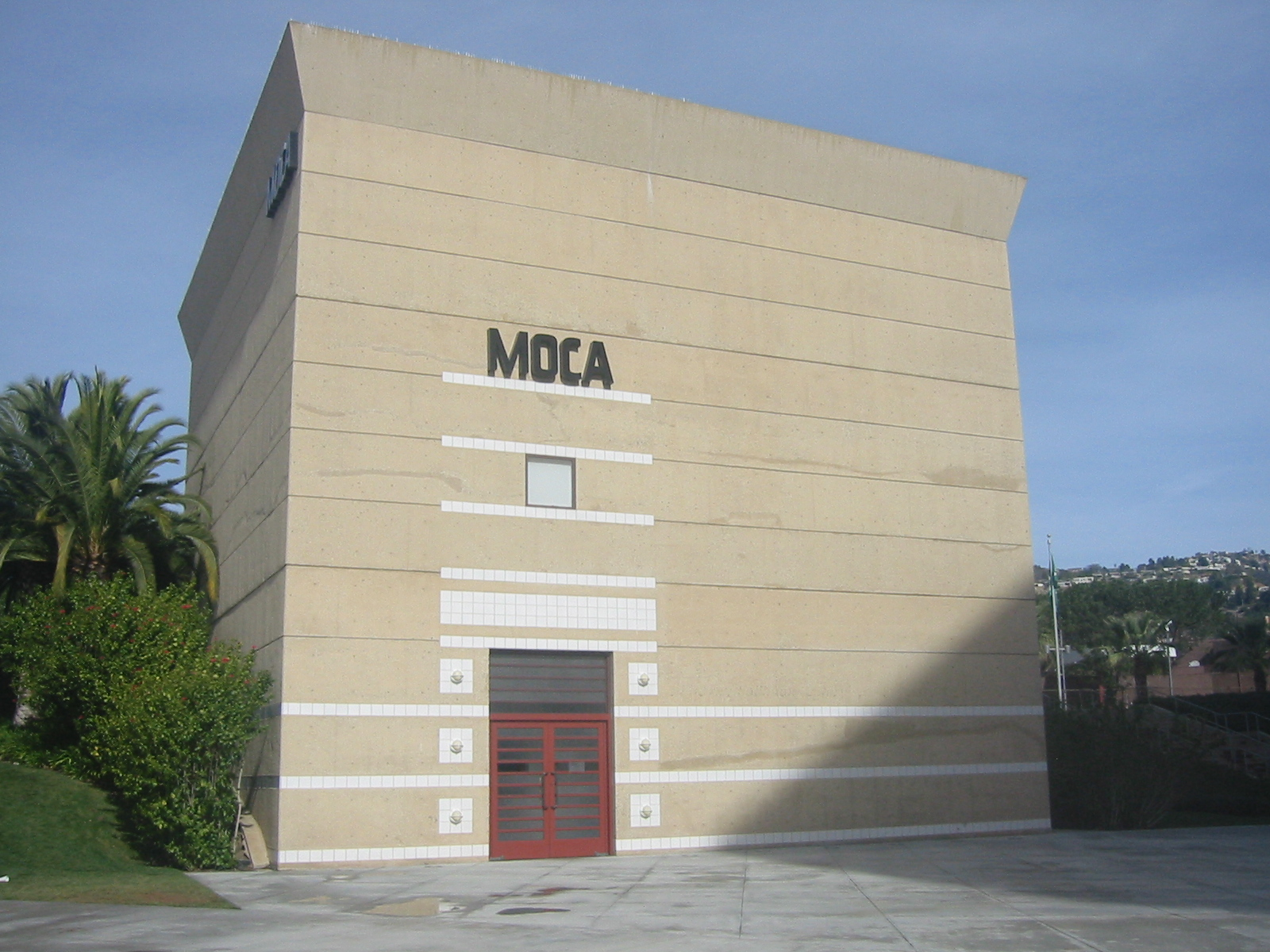
MOCA, Pacific Center (2007)

Das Museum of Contemporary Art (MOCA) befindet sich in Los Angeles, Kalifornien. Das 1976 von Kunstsammlern gegründete MOCA gehört zu den wichtigsten Institutionen für Gegenwartskunst in den USA.
Der Komplex in der Grand Avenue in Downtown Los Angeles ist ein verspieltes Arrangement aus rötlichen, geometrischen Blöcken und ein Entwurf des Architekten Arata Isozaki, der ihn als „kleines Dorf im Tal der Wolkenkratzer“ bezeichnete. Neben Arbeiten von Franz Kline, Mark Rothko, Robert Rauschenberg und Claes Oldenburg sowie Werken von Antoni Tàpies beherbergt das Museum eine Sammlung von Gemälden und Skulpturen einiger neuer kalifornischer Künstler, denen man in vielen bedeutenden Galerien der Stadt erneut begegnet.
Im weiter östlich gelegenen Geffen Contemporary, 152 North Central Avenue, einer ehemaligen Reparaturwerkstatt für Polizeiwagen, werden die etwas avantgardistischeren Werke des MOCA gezeigt. Ein weiterer Standort des Museums ist das Pacific Design Center in 8687 Melrose Avenue, West Hollywood, mit Ausstellungen zeitgenössischer Architektur und Design.
Das Museum wurde vom 1. Juni 2010 bis zum Sommer 2013 von dem New Yorker Galeristen und Kunsthändler Jeffrey Deitch geleitet. 2014 wurde der Leiter der New Yorker Dia Art Foundation, Philippe Vergne, zum neuen Direktor des MOCA berufen.
Von März 2019 bis Ende 2021 war Klaus Biesenbach  Direktor des MOCA. Ihm folgte 2022 Johanna Burton.